# Liste der Stolpersteine in Kusel
In der Liste der Stolpersteine in Kusel werden die vorhandenen Gedenksteine aufgeführt, die im Rahmen des Projektes Stolpersteine des Künstlers Gunter Demnig in der Gemeinde Kusel bisher verlegt worden sind.
| Adresse                        | Name                | Inschrift | Verlegedatum      | Bild | Anmerkung                                                                                |
| ------------------------------ | ------------------- | --- | ----------------- | --- | ---------------------------------------------------------------------------------------- |
| Bahnhofstraße 5 (Standort)     | Hermann Weil        | Hier wohnte Hermann Weil Jg. 1880 deportiert Sobibor ermordet 7.5.1943                                              | 24. Februar 2007  | Stolperstein für Hermann Weil, Kusel | geboren am 20. Mai 1880 in Kusel                                                         |
| Bahnhofstraße 5 (Standort)     | Karl Otto Weil      | Hier wohnte Karl Otto Weil Jg. 1883 deportiert 1941 Kaunas ermordet 25.11.1941                                      | 24. Februar 2007  | Stolperstein für Karl Otto Weil, Kusel | geboren am 12. August 1883 in Kusel                                                      |
| Bahnhofstraße 33 (Standort)    | Oskar Mayer         | Hier wohnte Oskar Mayer Jg. 1883 Flucht Holland deportiert Sobibor ermordet 9.4.1943                                | 24. Februar 2007  | Stolperstein für Oskar Mayer, Kusel | geboren am 14. November 1883 in Kusel                                                    |
| Bahnhofstraße 33 (Standort)    | Hedwig Weil         | Hier wohnte Hedwig Weil geb. Mayer Jg. 1911 deportiert Auschwitz ermordet 6.10.1944                                 | 24. Februar 2007  | Stolperstein für Hedwig Weil, Kusel | geboren am 1. April 1911 in Kusel                                                        |
| Bahnhofstraße 33 (Standort)    | Hans Mayer          | Hier wohnte Hans Mayer Jg. 1913 deportiert Sobibor ermordet 28.5.1943                                               | 24. Februar 2007  | Stolperstein_Hans_Mayer_Kusel | geboren am 26. Januar 1913 in Kusel                                                      |
| Bahnhofstraße 33 (Standort)    | Rosa Mayer          | Hier wohnte Rosa Mayer geb. Kann Jg. 1880 Flucht Holland deportiert Sobibor ermordet 9.4.1943                       | 24. Februar 2007  | Stolperstein für Rosa Mayer, Kusel | geboren am 9. Dezember 1880 in Rheinböllen                                               |
| Bahnhofstraße 36 (Standort)    | Adolf Borg          | Hier wohnte Adolf Borg Jg. 1890 ausgewiesen nach Polen ???                                                          | 24. Februar 2007  | Stolperstein für Adolf Borg, Kusel | geboren am 24. August 1890 in Altenglan                                                  |
| Bahnhofstraße 36 (Standort)    | Johanna Borg        | Hier wohnte Johanna Borg geb. Alexander Jg. 1893 ausgewiesen nach Polen für tot erklärt                             | 24. Februar 2007  | Stolperstein für Johanna Borg, Kusel | geboren am 14. Januar 1893 in Rehlingen                                                  |
| Bahnhofstraße 36 (Standort)    | Isidor Borg         | Hier wohnte Isidor Borg Jg. 1894 deportiert ermordet in Auschwitz                                                   | 24. Februar 2007  | Stolperstein für Isidor Borg, Kusel | geboren am 20. April 1894 in Altenglan                                                   |
| Bahnhofstraße 39 (Standort)    | Elise Weil          | Hier wohnte Elise Weil geb. Mayer Jg. 1881 deportiert 1942 Theresienstadt ermordet April 1943                       | 24. Februar 2007  | Stolperstein für Elise Weil, Kusel | geboren am 8. Dezember 1871 in Gemünden Abweichung Geburtsjahr Stein zu Bundesarchiv     |
| Gartenstraße 8 (Standort)      | Ernst Bermann       | Hier wohnte Ernst Bermann Jg. 1888 deportiert ermordet in                                                           | 14. Februar 2006  | Stolperstein für Ernst Bermann, Kusel | geboren am 23. März 1888 in Konken                                                       |
| Gartenstraße 8 (Standort)      | Hildegard Bermann   | Hier wohnte Hildegard Bermann Jg. 1927 deportiert Sobibor ermordet 21.5.1943                                        | 14. Februar 2006  | Stolperstein für Hildegard Bermann, Kusel | geboren am 6. Januar 1927 in Kusel                                                       |
| Gartenstraße 8 (Standort)      | Clara Bermann       | Hier wohnte Clara Bermann geb. Mayer Jg. 1895 deportiert ermordet in Sobibor                                        | 14. Februar 2006  | Stolperstein für Clara Bermann, Kusel | geboren am 30. September 1895 in Malsch abweichender Geburtsname lt. Bundesarchiv: Maier |
| Gartenstraße 8 (Standort)      | Mathilde Heymann    | Hier wohnte Mathilde Heymann geb. Bermann Jg. 1884 deportiert ermordet 1942 in Auschwitz                            | 14. Februar 2006  | Stolperstein für Mathilde Heymann, Kusel | geboren am 6. Mai 1884 in Kassel                                                         |
| Gartenstraße 8 (Standort)      | Paula van Es        | Hier wohnte Paula van Es geb. Bermann Jg. 1895 Umzug/Heirat Holland deportiert 1944 Bergen-Belsen Tot 27.1.1945     |                   | Stolperstein für Paula van Es, Kusel |                                                                                          |
| Glanstraße 31 (Standort)       | Mathilde Loeser     | Hier wohnte Mathilde Loeser Jg. 1863 Opfer des Pogrom verschleppt ???                                               | 21. November 2007 | Stolperstein für Mathilde Loeser, Kusel | geborene Schoemann, geboren am 15. Januar 1863 in Paris                                  |
| Marktstraße 19 (Standort)      | Gutella Oppenheimer | Hier wohnte Gutella Oppenheimer Geb. August Jg. 1869 Verhaftet 10.11.1938 Lager Corrèze in Frankreich Tot 21.3.1944 | 21. November 2007 | Stolperstein für Gutella Oppenheimer, Kusel | geborene August, geboren am 16. Januar 1869 in Neunkirchen (Saar)                        |
| Marktstraße 19 (Standort)      | Alfons Oppenheimer  | Hier wohnte Alfons Oppenheimer Jg. 1875 Verhaftet 10.11.1938 Lager Nexon in Frankreich Tot 2.12.1943                | 21. November 2007 | Stolperstein für Alfons Oppenheimer, Kusel | geboren am 1. Mai 1875 in Steinbach am Glan / Kusel                                      |
| Marktstraße 32 (Standort)      | Arthur Steiner      | Hier wohnte Arthur Steiner Jg. 1877 ausgewiesen 1938 nach Polen ???                                                 | 21. November 2007 | Stolperstein für Arthur Steiner, Kusel | geboren am 4. April 1877 in Kusel                                                        |
| Marktstraße 32 (Standort)      | Mathilde Steiner    | Hier wohnte Mathilde Steiner geb. Braun Jg. 1878 ausgewiesen 1938 nach Polen ???                                    | 21. November 2007 | Stolperstein für Mathilde Steiner, Kusel | geboren am 2. September 1878 in Hennweiler                                               |
| Marktstraße 32 (Standort)      | Robert Steiner      | Hier wohnte Robert Steiner Jg. 1908 ausgewiesen 1938 nach Polen ???                                                 | 21. November 2007 | Stolperstein für Robert Steiner, Kusel | geboren am 14. Januar 1908 in Kusel                                                      |
| Trierer Straße 50 (Standort)   | Theodor Siebenlist  | Hier wohnte Theodor Siebenlist Jg. 1878 Denunziert Flucht in den Tod 31.1.1945 Vor Gestapohaft                      | 14. Februar 2006  | Stolperstein für Theodor Siebenlist, Kusel | [ 20 ]                                                                                   |
| Tuchrahmtreppchen 1 (Standort) | Arthur Guthmann     | Hier wohnte Arthur Guthmann Jg. 1873 ausgewiesen 1938 nach Polen ???                                                | 21. November 2007 | Stolperstein für Arthur Guthmann, Kusel | geboren am 29. August 1873 in Worms                                                      |
| Tuchrahmtreppchen 1 (Standort) | Emma Guthmann       | Hier wohnte Emma Guthmann geb. Steiner Jg. 1878 ausgewiesen 1938 nach Polen ???                                     | 21. November 2007 | Stolperstein für Emma Guthmann, Kusel | geboren am 7. November 1878 in Kusel                                                     |
| Tuchrahmtreppchen 1 (Standort) | Kurt Guthmann       | Hier wohnte Kurt Guthmann Jg. 1909 ausgewiesen 1938 nach Polen tot                                                  | 21. November 2007 | Stolperstein für Kurt Guthmann, Kusel | geboren am 20. März 1909 in Kusel                                                        |
| Ziegelgässchen (Standort)      | Simon Herz          | In Kusel lebte Simon Herz Jg. 1900 verhaftet Dachau ermordet 1939                                                   | 24. Februar 2007  | Bild gesucht Der Benutzer GeorgDerReisende ( Diskussion ) wünscht sich an dieser Stelle ein Bild vom Ort mit diesen Koordinaten 49.537479 7.401224 . Motiv: auf dem Platz im Ziegelgässchen: die Stolpersteine für Simon Herz und Sally Frank und die Lage Falls du dabei helfen möchtest, erklärt die Anleitung , wie das geht. BW | geboren am 16. Februar 1900 in Kusel                                                     |
| Ziegelgässchen (Standort)      | Sally Frank         | In Kusel lebte Sally Frank Jg. 1909 ermordet ???                                                                    | 24. Februar 2007  | Bild gesucht Die Wikipedia wünscht sich an dieser Stelle ein Bild vom hier behandelten Ort. Falls du dabei helfen möchtest, erklärt die Anleitung , wie das geht. BW | geboren am 8. Mai 1909 in Kusel                                                          |

## Galerie

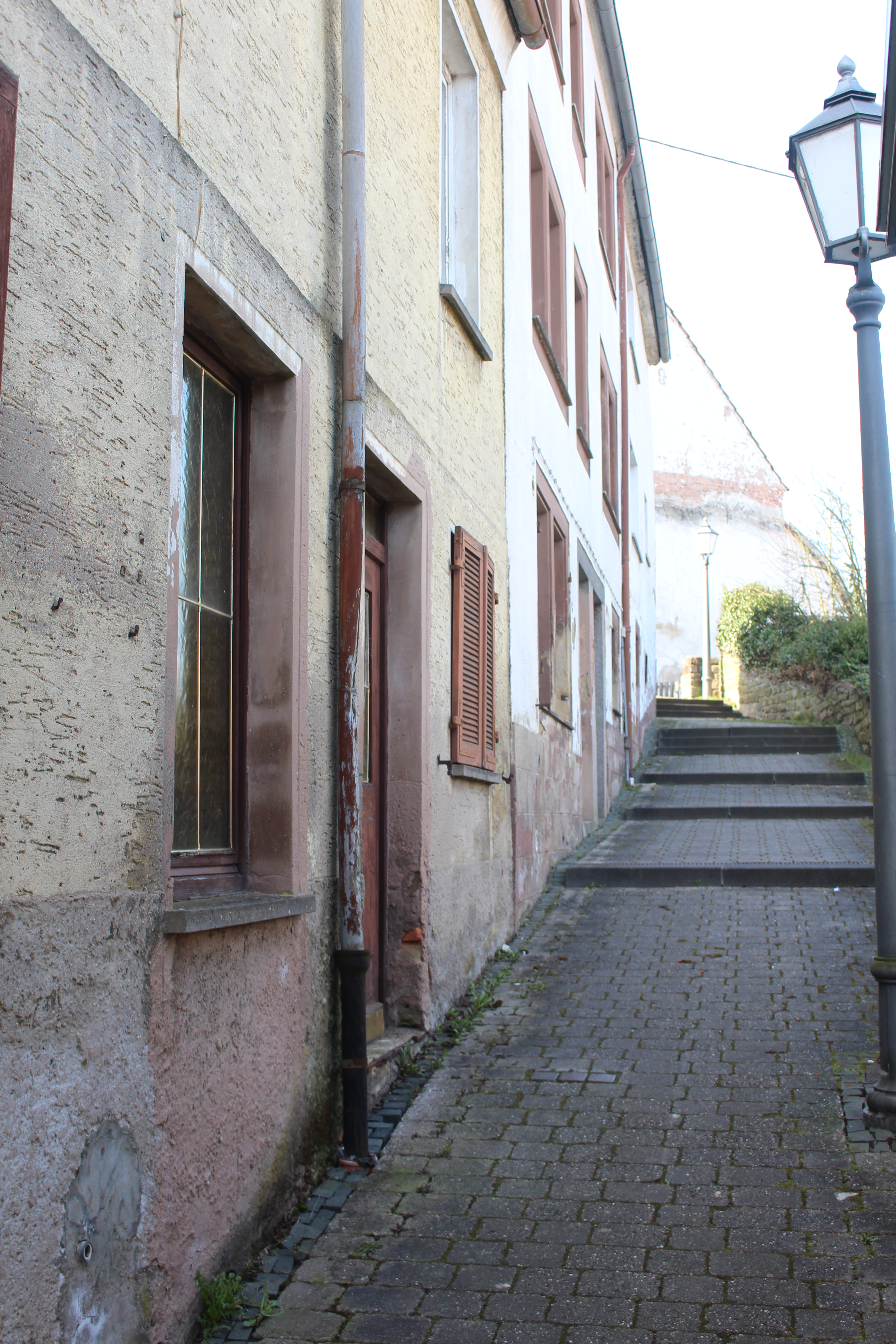
Tuchrahmtreppchen 1, Kusel, ehemaliger Wohnsitz der Familie Guthmann
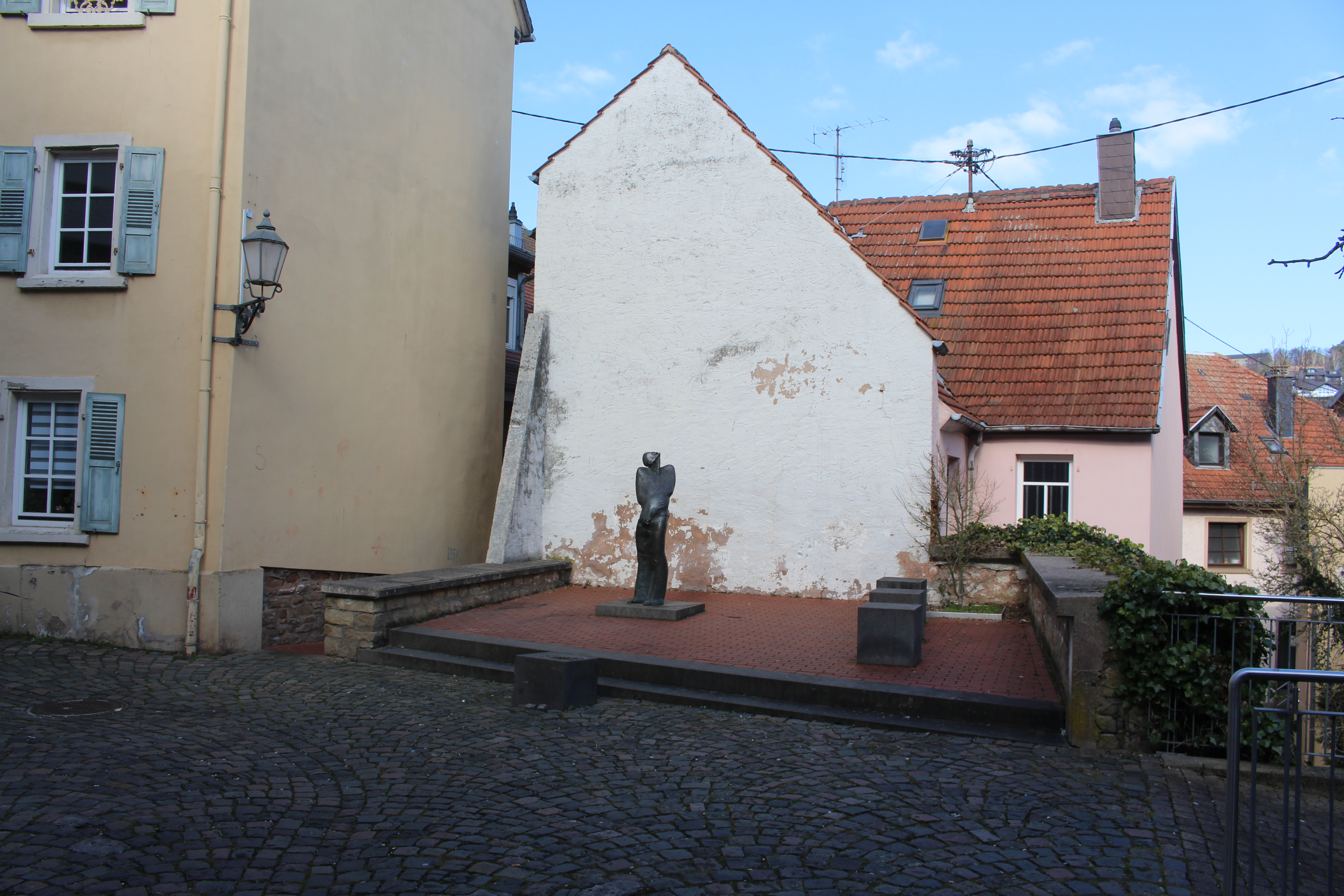
Ehemaliges Bethaus der jüdischen Gemeinde, 1982 abgebrochen, heute Gedenkstätte
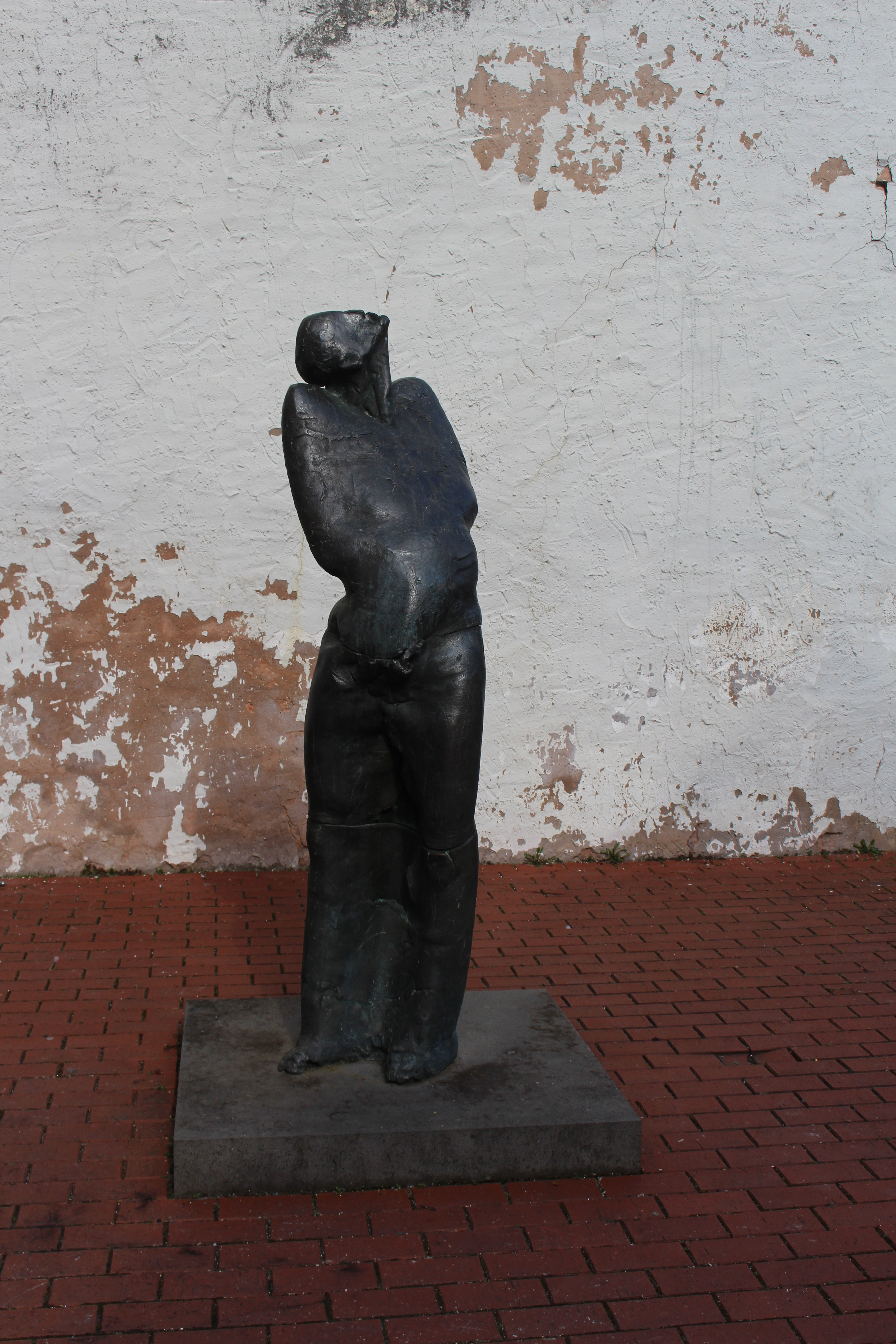
Skulptur von Stefan Engel zum Gedenken an die Opfer des Nationalsozialismus
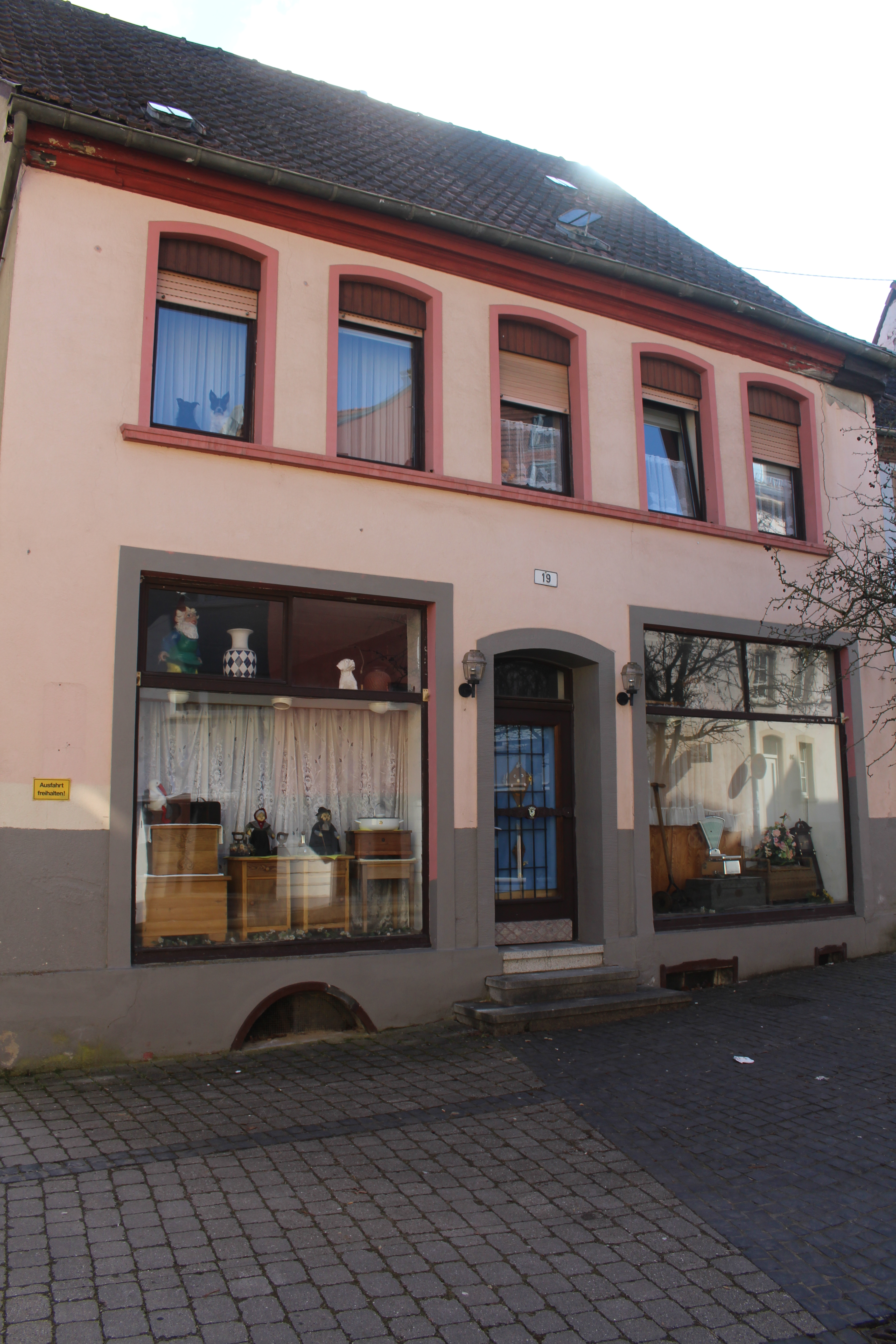
Marktstraße 19 in Kusel, ehemaliger Wohnsitz der jüdischen Familie Oppenheimer